# Kipfenberg
Kipfenberg település Németországban, azon belül Bajorországban. Lakosainak száma 5992 fő (2023. december 31.). Kipfenberg Böhmfeld, Stammham, Beilngries, Kinding, Denkendorf, Hitzhofen, Walting, Pollenfeld és Titting községekkel határos.

## Népesség
A település népessége az elmúlt években az alábbi módon változott:
| Lakosok száma | 832  | 1401 | 4149 | 5512 | 5607 | 5638 | 5792 | 5838 | 5860 | 5992 |
|               | 1875 | 1950 | 1970 | 2011 | 2013 | 2014 | 2016 | 2019 | 2021 | 2023 |